# 조르당 피 함수
조르당 피 함수 또는 조르당 토션트 함수(Jordan's phi(totient) function)는 카미유 조르당이 작업한 함수로서 오일러의 피 함수의 일반화이다. 이러한 토션트 함수의 작동은 카미유 조르당의 이름을 따서 명명되었다.
{\displaystyle J_{k}(n)=n^{k}\prod _{p|n}\left(1-{{1} \over {p^{k}}}\right)\,} {\displaystyle p}

## 체와 피 함수
일반적으로 해석적 수론에서, 체(sieve)는 특정한 조건을 만족시키는 정수의 집합이다. 대표적인 예로, 에라토스테네스의 체가 있다. 함수로 이러한 정수의 집합을 생성해내는 경우의 정보를 다른 시각에서 보여주는 예로는 피 함수(phi function,totient function)가 있다. 특정 구간에서의 소수 출현 개수를 계산하여 보여주는 예로는 오일러 피 함수가 있다.

## 같이 보기
- 카마이클 피 함수
- 제타 함수

## 참고
- OEIS
- 매스월드